# 銀河の妖精
『銀河の妖精』（ぎんがのようせい、Save Me）は、ドイツのユーロディスコ・グループであるシルバー・コンベンションのデビュー作となったスタジオ・アルバム。当初のタイトルは Silver Convention 。このグループは、3人の女性ボーカリスト（リンダ・G・トンプソン、ペニー・マクニール、ジャッキー・カーター）とプロデューサーでありソングライターでもある2人（シルヴェスター・リーヴァイとステファン・プラガー）からなっていた。

## 評価
| 専門評論家によるレビュー | 専門評論家によるレビュー |
| レビュー・スコア         | レビュー・スコア         |
| 出典                     | 評価                     |
| ------------------------ | ------------------------ |
| Allmusic                 | [ 1 ]                    |
| Christgau's Record Guide | B+                       |

このアルバムのために最初に録音された曲は、「アナザー・ガール (Another Girl)」であったが、それより以前に録音されていた曲である「セイブ・ミー (Save Me)」も、すでにラインナップが録音の時点から変更されていたにもかかわらず、このアルバムに収録された。アルバムは1975年にリリースされ、ダンスフロアではヒットした。商業的に成功といえるか否かは見方が分かれたが、ともかく『ビルボード』誌の「ポップ・アルバム・チャート」では、第10位まで上昇するヒットとなったが and number one on the Billboard Black Albums chart、この時点でグループには黒人のメンバーが一人しかいなかった。
2018年には、音楽評論家のヴィンス・アレッティが、『銀河の妖精』を1975年のアルバムのトップ10リストの首位に選んだ。

## トラックリスト
特記のない限り、すべての曲はシルヴェスター・リーヴァイと、ステファン・プラガーことミヒャエル・クンツェの作である。
1. セイブ・ミー / Save Me
2. アイ・ライク・イット / I Like It
3. フライ・ロビン・フライ / Fly, Robin, Fly
4. タイガー・ベイビー / Tiger Baby
5. サン・オブ・ア・ガン / Son of a Gun
6. アナザー・ガール / Always Another Girl
7. チェインズ・オブ・ラヴ / Chains of Love
8. ハート・オブ・ストーン / Heart of Stone (Levay, Prager, Gary Unwin, Keith Forsey)
9. プリーズ・ドント・チェンジ / Please Don't Change the Chords of This Song

## チャート

### 週間チャート
| チャート（1975年 / 1976年）                        | 最高位 |
| -------------------------------------------------- | ------ |
| オーストラリア ケント・ミュージック・レポート      | 18     |
| アメリカ合衆国 ビルボード Billboard Top LPs & Tape | 10     |
| アメリカ合衆国 ビルボード Top Soul LPs             | 1      |

### 年間チャート
| チャート（1976年）                     | 順位 |
| -------------------------------------- | ---- |
| アメリカ合衆国 ビルボード Top Soul LPs | 36   |

## 認定と売上
| 国/地域                    | 認定    | 認定/売上数 |
| -------------------------- | ------- | ----------- |
| オーストラリア (ARIA)      | 2× Gold | 40,000^     |
| ギリシャ                   |         | 30,000      |
| アメリカ合衆国 (RIAA)      | Gold    | 500,000^    |
| ^ 認定のみに基づく出荷枚数 |         |             |